# I. János Ádám liechtensteini herceg
I. János Ádám (Johann Adam Andreas von Liechtenstein; 1662. augusztus 16. – 1712. június 16.) Liechtenstein hercege 1684 és 1712 között. 

## Élete
János Ádám 1662. augusztus 16-án született Karl Eusebius von Liechtenstein és felesége, Johanna Beatrix von Dietrichstein-Nikolsburg kilenc gyermeke közül a legfiatalabbként. Ő volt az egyetlen fiuk, aki megérte a felnőttkort.
János Ádám herceg elismert gazdasági és pénzügyi szakértő volt. Átszervezte saját birtokai (a sziléziai Troppau és Jägerndorf hercegségek) igazgatását és rendbetette a család költségvetését, amely apja idején a harmincéves háború pusztításai miatt nehézségekkel küzdött. 1687-ben I. Lipót császár kinevezte a Titkos tanács tagjává és 1693-ban felvették az Aranygyapjas rendbe. Bár állandó állami tisztséget nem vállalt, a császár megbízására elkészítette a kamara átszervezésének tervét (amit az uralkodó 1699-ben főhivatalnokai nyomására végül elvetett). Bécsben saját bankot (a Bécsi Átíróbankot) alapított, amelynek 1703 és 1705 között elnöke volt, de ez a vállalkozása sikertelennek bizonyult. A századforduló után a herceg diplomáciai feladatokat is vállalt, például 1707-ben ő volt a pozsonyi magyar országgyűlés birodalmi megbízottja. 

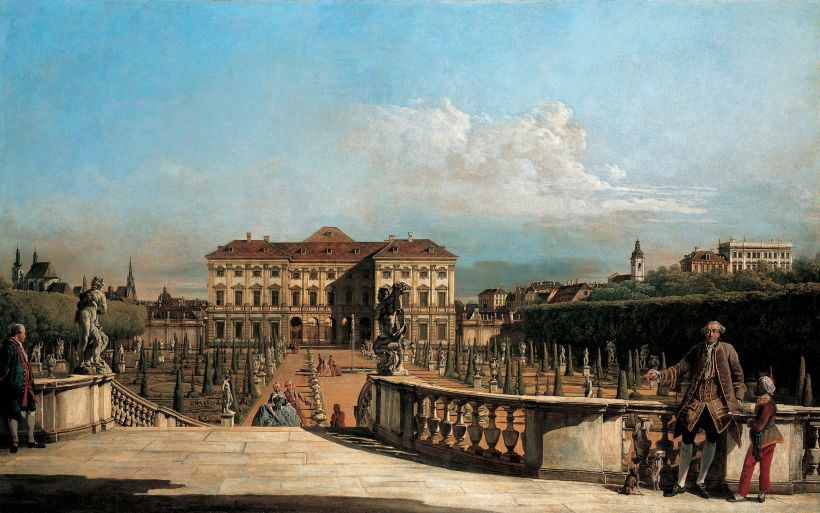
A bécsi Palais Liechtenstein (Bernardo Bellotto képe, 1759)

Gyarapította a család birtokait, 1697-ben megszerezte az észak-morvaországi Sternberget; 1699-ben a svájci határ menti Schellenberget, 1712-ben pedig a vele szomszédos Vaduzt. Utóbbi két szerzeménye alkotja a mai Liechtensteint. Mivel ezek a Német-római Birodalom határain belül feküdtek, a herceg így helyet kapott a birodalmi gyűléseken is.
János Ádám patronálta a művészeteket, palotákat építtetett és ismert műgyűjtő volt. Ő építtette a bécsi Stadtpalais Liechtensteint és a Palais Liechtensteint. Szintén az ő alapítása Bécs egyik elővárosa, Lichtental (ma a 9. kerület része). Gyarapította a családi képtárat, többek között Peter Paul Rubens (Decius Mus-ciklus, Clara Serena Rubens arcképe), és Anthony van Dyck képeit vásárolta meg.
János Ádám herceg 1712. június 16-án halt meg Bécsben, 49 éves korában. Sírja a morvaországi Vranov u Brna faluban van, a Liechtensteinek családi temetkezőhelyén. Mivel fiúörököst nem hagyott maga után, a Liechtenstein-család feje az alapító I. Károly ük-unokaöccse, József Vencel lett. 

## Családja
János Ádám 1681-ben vette feleségül unokatestvérét, Edmunda Maria Theresia von Dietrichstein-Nikolsburgot. Hét gyermekük született. 
- Maria Elisabeth (1683-1744) feleségül ment II. Maximilian Jakob Moritz von Liechtensteinhez, majd annak halála után Leopold von  Schleswig-Holstein-Sonderburg-Wiesenburg herceghez
- Karl Josef (1684-1704)
- Maria Antonia (1687-1750) feleségül ment Czoborszentmihályi Czobor Márkhoz, majd annak halála után Karl Hrzán grófhoz
- Franz Dominik (1689-1711)
- Maria Gabriele (1692-1713) feleségül ment Josef Johann Adam von Liechtensteinhez
- Maria Theresia Anna Felicitas (1694-1772) feleségül ment Emanuel Thomas de Savoy-Carignanhoz, Soissons grófjához
- Maria Dominika Magdalene (1698-1724) feleségül ment Heinrich Josef von Auersperg herceghez

## Fordítás
- Ez a szócikk részben vagy egészben  a   Johann Adam I. Andreas (Liechtenstein) című német Wikipédia-szócikk ezen változatának fordításán alapul.  Az eredeti cikk szerkesztőit annak laptörténete sorolja fel. Ez a jelzés csupán a megfogalmazás eredetét és a szerzői jogokat jelzi, nem szolgál a cikkben szereplő információk forrásmegjelöléseként.

| Előző uralkodó: Károly Eusebius | Liechtenstein hercege 1684 - 1612 | Következő uralkodó: József Vencel |